# Colina, Chile

Colina în Regiunea Metropolitană

Colina este un oraș din Regiunea Metropolitană Santiago, Chile. Suprafața totală este de 971,2 km². Comuna avea o populație totală de 77.815 locuitori (2002). 